# Csönge
Csönge là một thị trấn thuộc hạt Vas, Hungary. Thị trấn này có diện tích 25,27 km², dân số năm 2010 là 389 người, mật độ 15 người/km².